# Antim Peak
Antim Peak (in lingua bulgara: връх Антим, Vrah Antim) è un picco montuoso antartico, ricoperto di ghiaccio e alto 2.080 m, situato nell'Imeon Range, catena montuosa che occupa la parte interna dell'Isola Smith, che fa parte delle Isole Shetland Meridionali, in Antartide.

## Caratteristiche
Il picco è posto 2,25 km a nordest del Monte Foster e 1,3 km a nordest dell'Evlogi Peak, 5,40 km a sud-sudovest del Monte Pisgah, 16 km a sudovest di Capo Smith e 16 km a nordest di Capo James. Sovrasta il Ghiacciaio Chuprene a ovest e nordovest, il Ghiacciaio Pashuk a sudest e il Ghiacciaio Krivodol a nordest e a est. 
Il versante sudorientale ha pareti ripide e parzialmente prive di ghiaccio.

## Ascensioni
Il gruppo neozelandese guidato da Greg Landreth, che fece la prima scalata al Monte Foster, confermò che questo monte era un'entità separata dall'Antim Peak.
La prima ascensione all'Antim Peak fu compiuta il 12 gennaio 2010 dagli alpinisti francesi  Mathieu Cortial, Lionel Daudet e Patrick Wagnon. La loro via, denominata Le vol du sérac (il volo del seracco), seguiva lo sperone occidentale del monte.

## Denominazione
La denominazione è stata assegnata nel 2010 dalla Commissione bulgara per i toponimi antartici in onore dell'esarca Antim I (1816–1888), primo capo dell'Esarcato bulgaro che nel 1870 ristabilì l'autocefalia della Chiesa ortodossa bulgara.

## Mappe

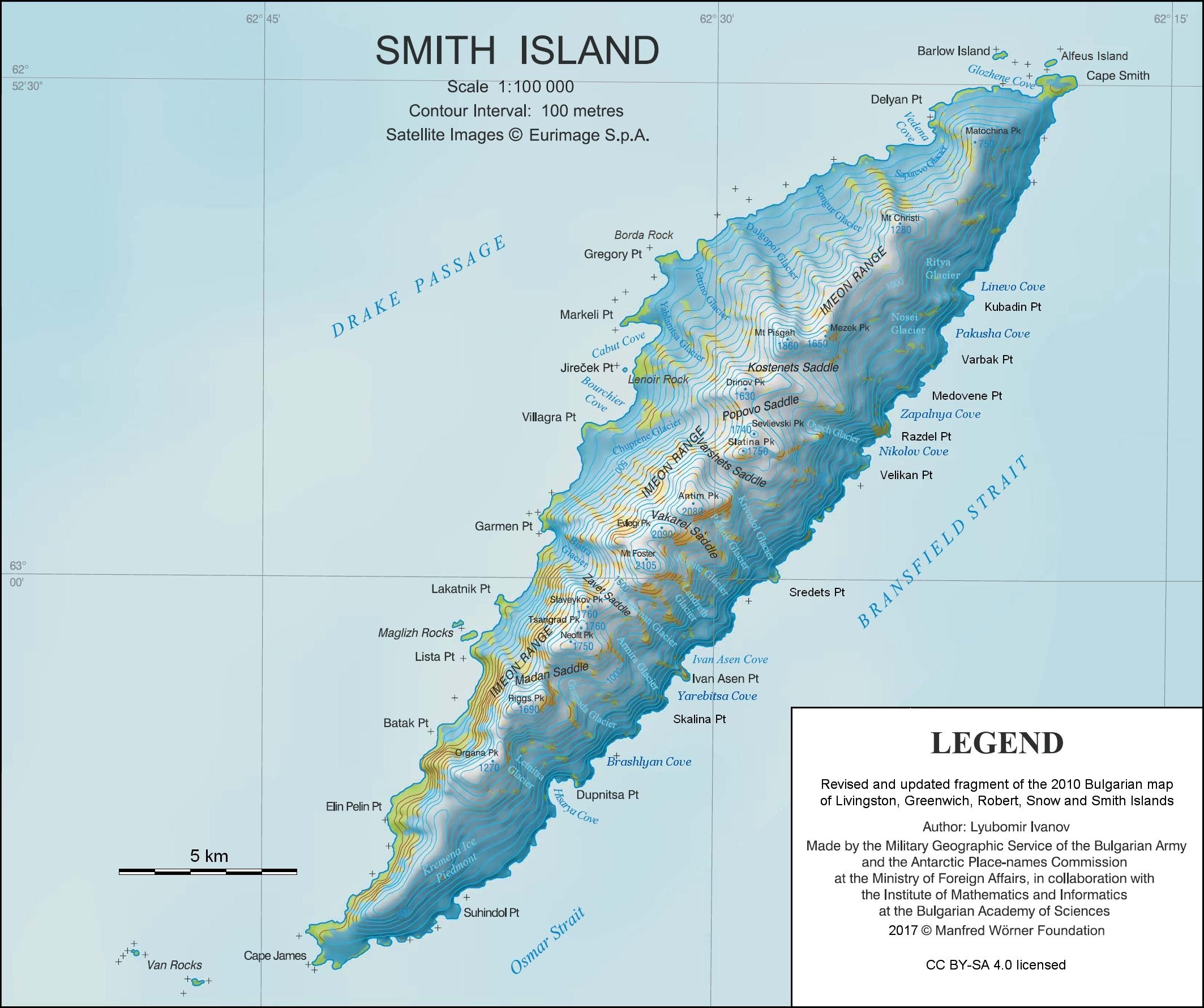
Mappa topografica dell'Isola Smith.

- Chart of South Shetland including Coronation Island, &c. from the exploration of the sloop Dove in the years 1821 and 1822 by George Powell Commander of the same. Scale ca. 1:200000. London: Laurie, 1822.
- L.L. Ivanov. Antarctica: Livingston Island and Greenwich, Robert, Snow and Smith Islands. Scale 1:120000 topographic map. Troyan: Manfred Wörner Foundation, 2010. ISBN 978-954-92032-9-5 (First edition 2009. ISBN 978-954-92032-6-4)
- South Shetland Islands: Smith and Low Islands. Scale 1:150000 topographic map No. 13677. British Antarctic Survey, 2009.
- Antarctic Digital Database (ADD). Scale 1:250000 topographic map of Antarctica. Scientific Committee on Antarctic Research (SCAR). Since 1993, regularly upgraded and updated.
- L.L. Ivanov. Antarctica: Livingston Island and Smith Island. Scale 1:100000 topographic map. Manfred Wörner Foundation, 2017. ISBN 978-619-90008-3-0